# Franz-Kafka-Museum

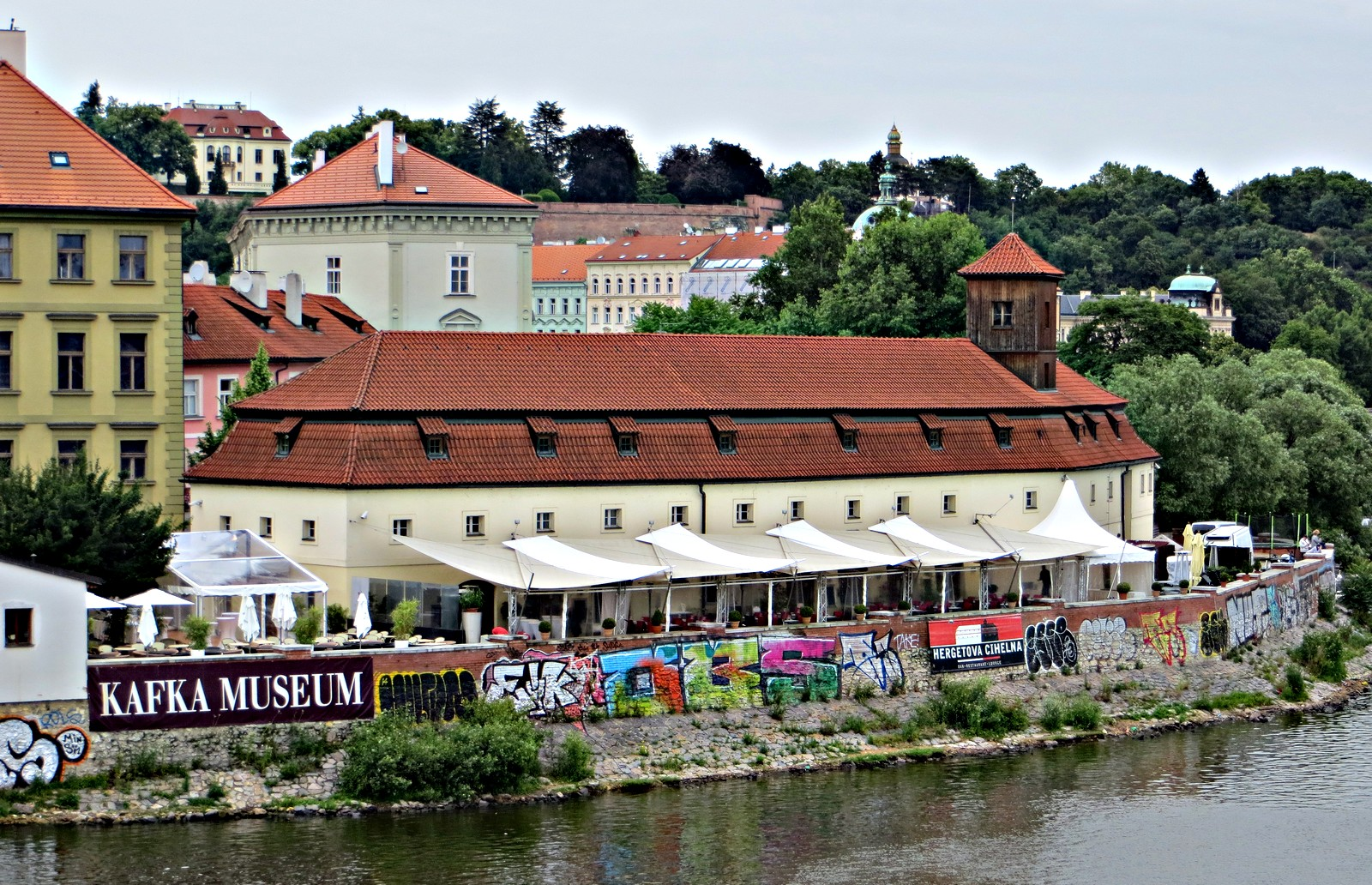
Kafka-Museum an der Moldau

Das Franz-Kafka-Museum (tschechisch Muzeum Franze Kafky) ist ein Literaturmuseum in der tschechischen Hauptstadt Prag. Es widmet sich dem Leben und Werk des deutschsprachigen Prager Schriftstellers Franz Kafka (1883–1924) sowie dessen Beziehung zu seiner Heimatstadt.

## Geschichte
Die Dauerausstellung „The City of K.: Franz Kafka in Prague“ war erstmals 1999 in Barcelona im Rahmen einer dreiteiligen Ausstellung zu drei unterschiedlichen Schriftstellern und deren jeweiliger Heimatstadt zu sehen. Die beiden anderen Teile befassten sich mit James Joyce und Dublin sowie Fernando Pessoa und Lissabon. Aufgrund des großen Erfolges zog die von Juan Insua kuratierte und durch das Zentrum für zeitgenössische Kultur in Barcelona umgesetzte Kafka-Ausstellung 2002 in das Jewish Museum in New York City. Im Juli 2005 eröffnete die Ausstellung im neu geschaffenen Franz-Kafka-Museum auf der Prager Kleinseite. Das Museum ist in der stillgelegten Ziegelei Herget (Cihelná Hergetová), einem Gebäude aus dem späten 18. Jahrhundert, direkt am Moldauufer untergebracht. Anlässlich der Eröffnung lobte der Literaturwissenschaftler und Mitbegründer der Franz-Kafka-Gesellschaft,  Josef Čermák, die Ausstellung als die umfassendste Kafka-Ausstellung, die er je gesehen habe, und außerdem jene, die dem „echten Kafka“ am meisten gerecht werde.

## Ausstellung

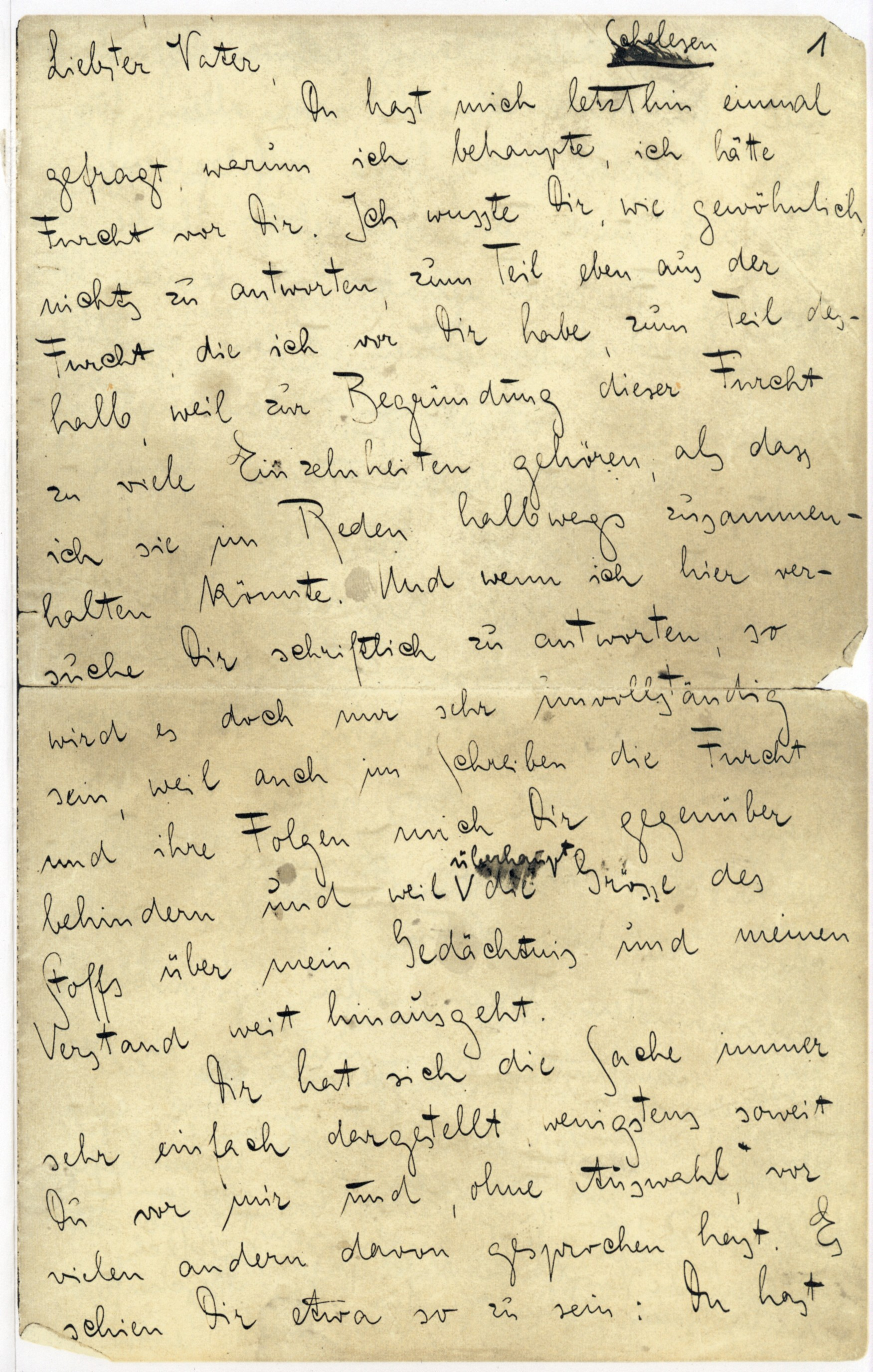
Seite eins von Kafkas Brief an den Vater (1919)

Die tschechisch- und englischsprachige Ausstellung „Město K.“ bzw. „The City of K.“ zeigt die meisten Erstauflagen seiner Werke sowie Faksimiles von Korrespondenzen, Tagebüchern, Manuskripten, Fotografien und Zeichnungen Kafkas, und ist in zwei Teile gegliedert. Beide Ausstellungsteile vermitteln das Thema mithilfe audiovisueller Technik, Musik, Videos, Licht- und Soundeffekten. Die sparsam beleuchteten, fensterlosen Räume sollen dabei helfen, „die typischen Labyrinthe zu erschaffen, die in Kafkas Werken auf verschiedenen Ebenen auftauchen“ und den Besucher in eine kafkaeske Atmosphäre versetzen.  
Der erste Ausstellungsteil „Kafka in Prag – Der existenzielle Raum“ befindet sich im ersten Obergeschoss (dem Dachboden) der ehemaligen Ziegelei und widmet sich der Prägung Franz Kafkas durch seine Heimatstadt. Thematisiert werden seine Familie, sein täglicher Schulweg, die Plätze, die er besuchte, der Kreis jüdischer Intellektueller, in dem er verkehrte, und die Frauen in seinem Leben. Der Besucher soll „die grundlegenden Konflikte in Kafkas Leben erkennen und sich vom Blick des Autors selbst leiten lassen“. Auch seine jüdische Herkunft und das eigene Jüdischsein sind Thema der Ausstellung. Eine Besonderheit stellt ein Hologramm einer seiner Lieblingssängerinnen aus Lemberg dar, die ein Lied auf Jiddisch vorträgt.
Der zweite Ausstellungsteil „Prag in Kafka – Die imaginäre Topografie“ im Erdgeschoss des Gebäudes behandelt die Art und Weise, wie Kafka seine Stadt darstellt. Kurator Juan Insua wirft einen Blick darauf, wie „Kafkas Werk den komplizierten Prozess einer Transformation der physischen Realität Prags und Kafkas Leben zu einem metaphorischen Bild widerspiegelt“. Schwarze Schränke mit falschen Schubladen symbolisieren eine Szene aus dem Roman Der Process, in der die Hauptfigur Josef K. sich durch die „Labyrinthe der Bürokratie“ kämpft. Die auf die Schubladen geklebten Namen gehören nicht nur literarischen Figuren aus seinen Werken, sondern auch Personen aus Kafkas wirklichem Leben.

## Sonstiges

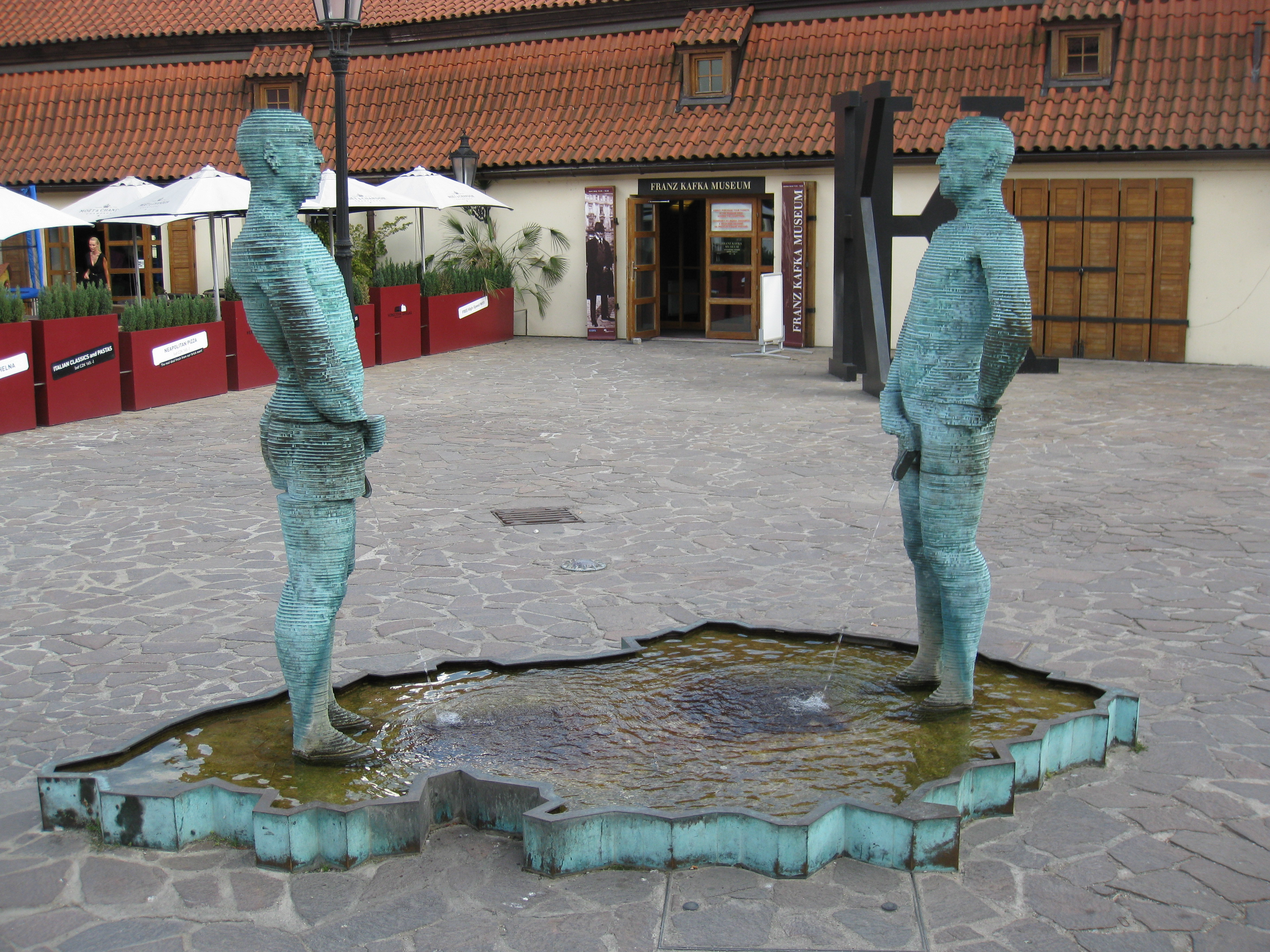
Brunnen von David Černý vor dem Eingang ins Kafka-Museum

Auf dem Platz vor dem Museum steht seit 2004 der Figurenbrunnen Čůrající postavy von David Černý. Das provokante Werk zeigt zwei Männer mit beweglichen Gliedern, die in ein Bronzebecken mit dem Umriss der Tschechischen Republik urinieren.